# 撒马利亚人的困境
撒马利亚人的困境（英語：Samaritan's dilemma）是指做慈善中遭遇到的两难处境。比如说，分发食物的慈善机构会遇着这样的问题： 一些人接受慈善机构的帮助来改善他们的生活处境，还有些人却依赖于慈善机构的帮助过日子。 术语“撒马利亚人的困境”是由经济学家 詹姆斯·M·布坎南提出的。
有些反对慈善机构的言论频繁地引用撒马利亚人的困境，并将其作为理由否定慈善的贡献。 这也是一个经常用来反对 共产主义和社会主义的理由。这些人声称国家政府的援助相当于慈善机构的援助，受益人接受援助后将会变得懒惰，要不然就会变成了被社会忽视的成员。 被援助者接受越多的援助，就意味着这些人越不愿去寻找永久解决他们困境的出路。 
撒马利亚人的困境这个名称来自《圣经》里耶稣关于好撒马利亚人的比喻。

## 相关运用
2016年发表的一项研究调查了81个发展中国家在33年内发生的5089起重大型自然灾害。 研究结果表明这些接受自然灾害救援的国家变得被动，并且丧失了对自然灾害的自主保护能力。这现象加剧了这些国家贫穷和落后的状况。

## 避免
许多国外援助以货币补偿的形式提供灾害后的损害赔偿， 或者直接提供救济品，如食物或水。这种直接援助的行为不能刺激受帮助者灾后重建的独立性。所以更好的方法是，通过鼓励发展中国家建立自己的自然灾害保护措施，从而有效地减轻“撒玛利亚人困境”的影响.